# Episodi di Alfred Hitchcock presenta (serie televisiva 1985) (prima stagione)
La prima stagione della serie televisiva Alfred Hitchcock presenta è composta da 22 episodi, trasmessi tra settembre 1985 e maggio 1986, ed è stata preceduta da un film TV come episodio pilota, contenente 4 remake della serie originaria del 1955.
In Italia la stagione fu trasmessa inizialmente a partire dal 3 ottobre 1986 sul canale Rai 1.

## Episodi pilota
| Titolo originale         | Titolo italiano                   | Prima TV USA  | Prima TV Italia |
| ------------------------ | --------------------------------- | ------------- | --------------- |
| Incident in a Small Jail | Incidente in una piccola prigione | 5 maggio 1985 | 3 ottobre 1986  |
| Man from the South       | L'uomo del Sud                    | 5 maggio 1985 | 10 ottobre 1986 |
| Bang! You're Dead        | Bang! Sei morto                   | 5 maggio 1985 | ...             |
| An Unlocked Window       | La finestra socchiusa             | 5 maggio 1985 | ...             |

## Episodi originali
| nº | Titolo originale           | Titolo italiano             | Prima TV USA      | Prima TV Italia  |
| -- | -------------------------- | --------------------------- | ----------------- | ---------------- |
| 1  | Revenge                    | Vendetta                    | 29 settembre 1985 | ...              |
| 2  | Night Fever                | L'infermiera di notte       | 6 ottobre 1985    | 27 febbraio 1987 |
| 3  | Wake Me When I'm Dead      | Svegliami quando sarò morta | 20 ottobre 1985   | 5 dicembre 1986  |
| 4  | Final Escape               | Ultima fuga                 | 27 ottobre 1985   | 29 gennaio 1987  |
| 5  | Night Caller               | Occhio nel buio             | 3 novembre 1985   | ...              |
| 6  | Method Actor               | L'ultima parte              | 10 novembre 1985  | ...              |
| 7  | The Human Interest Story   | Gli invasori                | 17 novembre 1985  | 22 gennaio 1987  |
| 8  | Breakdown                  | Morte apparente             | 1º dicembre 1985  | 21 novembre 1986 |
| 9  | Prisoners                  | Prigionieri                 | 8 dicembre 1985   | ...              |
| 10 | Gigolo                     | Gigolò                      | 15 dicembre 1985  | 17 ottobre 1986  |
| 11 | The Gloating Place         | Bugia                       | 5 gennaio 1986    | ...              |
| 12 | The Right Kind of Medicine | La medicina giusta          | 12 gennaio 1986   | 20 febbraio 1987 |
| 13 | Beast in View              | La bestia dentro di noi     | 19 gennaio 1986   | 9 gennaio 1987   |
| 14 | A Very Happy Ending        | Delitto a lieto fine        | 16 febbraio 1986  | 26 dicembre 1986 |
| 15 | The Canary Sedan           | Anime in gabbia             | 2 marzo 1986      | 7 novembre 1986  |
| 16 | Enough Rope for Two        | Una corda per due           | 9 marzo 1986      | 6 marzo 1987     |
| 17 | The Creeper                | Il serpe                    | 16 marzo 1986     | ...              |
| 18 | Happy Birthday             | Buon compleanno             | 23 marzo 1986     | ...              |
| 19 | The Jar                    | Il vaso di vetro            | 6 aprile 1986     | 24 ottobre 1986  |
| 20 | Deadly Honeymoon           | Luna di miele col morto     | 13 aprile 1986    | ...              |
| 21 | Four O'Clock               | Alle quattro in punto       | 4 maggio 1986     | ...              |
| 22 | Road Hog                   | Il pirata della strada      | 11 maggio 1986    | ...              |

## Incidente in una piccola prigione
- Titolo originale: Incident in a Small Jail
- Diretto da: Joel Oliansky
- Scritto da: Henry Slesar (soggetto); Joel Oliansky (sceneggiatura)

### Trama
Larry Broome, un rappresentante in viaggio, ha la sfortuna di caricare l'autostoppista Curt Venner, un uomo sgradevole, i cui pantaloni sembrano essere macchiati di sangue. Quando le radio locali comunicano di un recente omicidio, la polizia si mette subito sulle tracce del presunto assassino: Curt Venner.
- Interpreti: Ned Beatty (Larry Broome), Lee Ving (Curt Venner), Tony Frank (Noakes), John Shearin (Roker)

## L'uomo del Sud
- Titolo originale: Man from the South
- Diretto da: Steve De Jarnatt
- Scritto da: Roald Dahl (soggetto); Steve De Jarnatt (sceneggiatura)

### Trama
Carlos, un vecchio ricco ed eccentrico, fa una scommessa singolare con un giovane giocatore: se l'accendino di quest'ultimo si accenderà dieci volte di seguito allora lui vincerà una macchina, se invece farà cilecca anche solo una volta, Carlos gli taglierà un dito.
- Interpreti: John Huston (Carlos), Melanie Griffith (ragazza), Steven Bauer (giocatore), Tippi Hedren (cameriera), Kim Novak (Rosa)

## Il vaso
- Titolo originale: The Jar
- Diretto da: Tim Burton
- Scritto da: Ray Bradbury (soggetto); Michael McDowell e Larry Wilson (sceneggiatura)

### Trama
L'ultima mostra di opere di arte moderna dell'artista Knoll non sembra sortire il favore della critica. Egli decide quindi di recuperare qualche nuovo pezzo per il suo prossimo lavoro dal suo amico sfasciacarrozze. Mentre sta ispezionando una Mercedes del '38, Knoll trova un vaso contenente uno strano oggetto melmoso immerso in un liquido blu. Questo vaso diventa da quel momento il pezzo principale della sua nuova collezione di opere d'arte.
- Interpreti: Griffin Dunne (Knoll), Fiona Lewis (Erica), Laraine Newman (Periwinkle), Stephen Shellen (Garson)